# Hypostomus microstomus
Hypostomus microstomus är en fiskart som beskrevs av Weber, 1987. Hypostomus microstomus ingår i släktet Hypostomus och familjen Loricariidae. Inga underarter finns listade i Catalogue of Life.